# Coleophora betulella
Coleophora betulella là một loài bướm đêm thuộc họ Coleophoridae. Nó được tìm thấy ở khắp châu Âu, ngoại trừ Balkan peninsula.

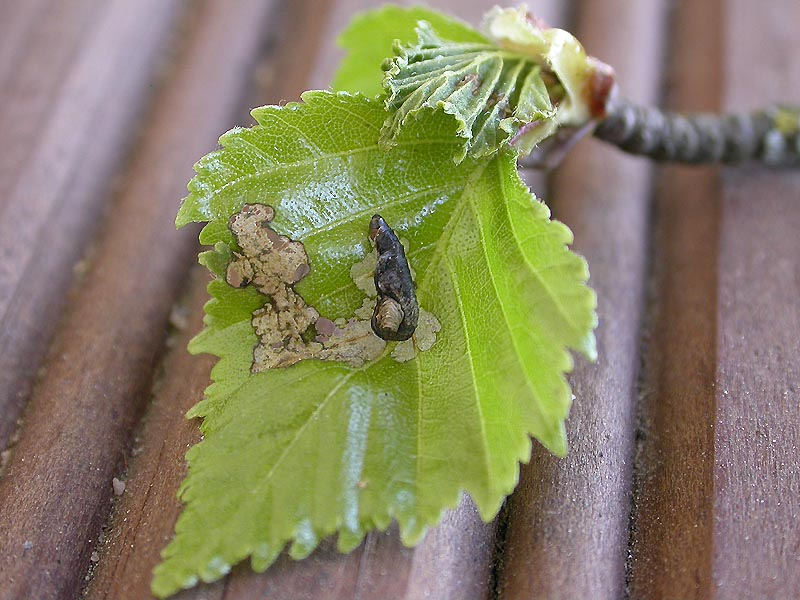

Sải cánh dài 10–15 mm. Con trưởng thành bay từ tháng 6 đến tháng 7.
Ấu trùng ăn Betula pendula và Betula pubescens.